# Medaglia d'Oro Pietro Palmieri
La Medaglia d'Oro Pietro Palmieri est une course cycliste italienne disputée le 23 août à Bevagna, en Ombrie. Durant son existence, l'épreuve fait partie du calendrier régional de la Fédération cycliste italienne, en catégorie 1.19. Elle est réservée aux coureurs espoirs ainsi qu'aux élites sans contrat. 

## Palmarès depuis 1995
| Année | Vainqueur             | Deuxième            | Troisième              |
| ----- | --------------------- | ------------------- | ---------------------- |
| 1995  | Nicola Castaldo       |                     |                        |
| 1996  | Marino Beggi          |                     |                        |
| 1997  | Salvatore Commesso    |                     |                        |
| 1998  | Massimiliano Martella |                     |                        |
| 1999  | Sebastian Wolski      |                     |                        |
| 2000  | Mario Foschetti       |                     |                        |
| 2001  | Simone Guidi          |                     |                        |
| 2002  | Fabio Borghesi        |                     |                        |
| 2003  | Matteo Cacco          |                     |                        |
| 2004  | Luca Pierfelici       | Andriy Pryshchepa   | Dmitri Nikandrov       |
| 2005  | Rino Zampilli         | Marco Giuseppe Baro | Maximiliano Richeze    |
| 2006  | Gianluca Maggiore     | Federico Canuti     | Fabio Terrenzio        |
| 2007  | Konstantin Volik      | Francesco Casali    | Alessandro Capponi     |
| 2008  | Alessandro Fantini    | Alexander Zhdanov   | Emiliano Betti         |
| 2009  | Maksym Averin         | Vincenzo Puca       | Federico Scotti        |
| 2010  | Alexander Zhdanov     | Pietro Buzzi        | Mattia Bucci           |
| 2011  | Mattia Bucci          | Eldar Dzhabrailov   | Nicolas Francesconi    |
| 2012  | non disputé           | non disputé         | non disputé            |
| 2013  | Giuseppe Fonzi        | Dario Mantelli      | Simone Bernardini (en) |
| 2014  | Omar Asti             | Angelo Raffaele     | Eugenio Bani           |
| 2015  | Marco Bernardinetti   | Angelo Raffaele     | Simone Bernardini (en) |
| 2016  | Angelo Raffaele       | Mattia Bucci        | Francesco Bettini      |